# 南部戦線 (アメリカ独立戦争)
南部戦線（なんぶせんせん、英: Southern theater of the American Revolutionary War）は、アメリカ独立戦争中に、フランスがアメリカ合衆国側で参戦してから作戦行動の中心となったアメリカ南部での一連の戦闘をいう。独立戦争の初めの3年間、戦いの舞台は主にボストン、ニューヨークおよびフィラデルフィアの都市周辺を焦点とする北部だった。サラトガ方面作戦の失敗後、イギリス軍は植民地中央部での作戦活動を諦め、南部植民地で有利な講和条件を作る戦略に切り替えた。
1778年以前、南部の植民地は大半が愛国者の支配する政府と民兵隊に支配されたが、1776年のチャールストン防衛、ロイヤリスト民兵の抑圧、およびロイヤリストが強く残る東フロリダからイギリス軍を追い出そうとする試みで重要な役割を果たした大陸軍がいた。
イギリス軍の「南部戦略」は1778年遅くにサバンナの占領で始まり、1780年にチャールストンとカムデンで2度大陸軍を破ったことなどサウスカロライナ植民地での作戦が続いた。ナサニエル・グリーンがカムデンの戦い後に南部の大陸軍指揮を執り、イギリス軍に対して衝突を避け、消耗させる戦略に出た。両軍は一連の戦いを続け、戦術的にはイギリス軍が勝利した。しかし大半の場合はその「勝利」がイギリス軍に損失を出させて戦略的に弱らせていくものであり、大陸軍は勢いを失わずに戦い続けた。このことはギルフォード郡庁舎の戦いで如実に現れた。カウペンスの戦いやキングスマウンテンの戦いのような大陸軍の勝利も全体的にイギリス軍の勢力を弱めることに貢献した。戦線の頂点をなしたのはヨークタウンの包囲戦であり、イギリス軍の降伏で終わって、実質的にイギリス軍の植民地における影響力を失わせることになった。

## 初期の行動 1775年-1778年
バージニア植民地では、レキシントン・コンコードの戦いの翌日にあたる1775年4月20日、ともに類似点の多いできごとだが、火薬事件が起こった。バージニア植民地の総督ダンモア卿がウィリアムズバーグに保管していた火薬をジェームズ川のイギリスの武装船に移そうとした。彼は植民地の社会不安が増していると見て、バージニア民兵から暴動に必要なものを取り上げようとした。パトリック・ヘンリーに率いられた愛国者民兵隊がダンモアに火薬の代償を払わせようとした。ダンモアは翌月も軍事物資や補給品の貯蔵所を掴もうとし続けたが、愛国者民兵隊をこれを予測してダンモアの到着前に物資を移動させておくことになった。

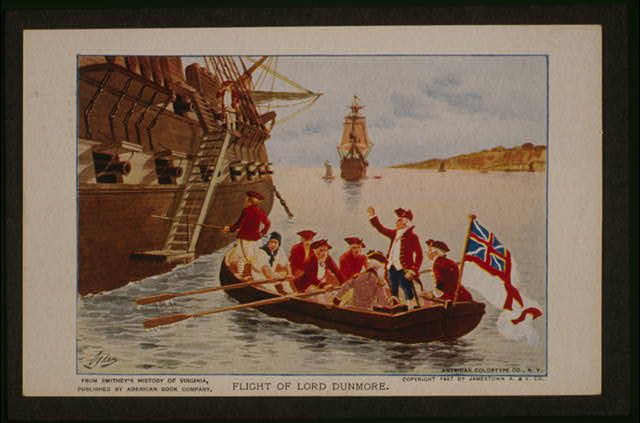
"ダンモア卿の逃亡"

独立戦争が始まると、ダンモアは1775年11月に奴隷解放宣言を発して、逃亡奴隷に自由を約束しイギリス軍側で戦うよう訴えた。ダンモアの部隊が愛国者民兵を殺し捕虜にした11月のケンプスランディングの戦いの後、12月9日、大陸軍がダンモア指揮下の解放奴隷を含むロイヤリスト軍をグレートブリッジの戦いで破った。この敗北後、ダンモアと彼の軍隊はノーフォーク沖に停泊していたイギリス船に逃れた。1776年1月1日、ダンモアはノーフォークの町を砲撃し焼いた。彼はその夏、チェサピーク湾の島から追われ、復帰することはなかった。

### 第一次チャールストン攻撃

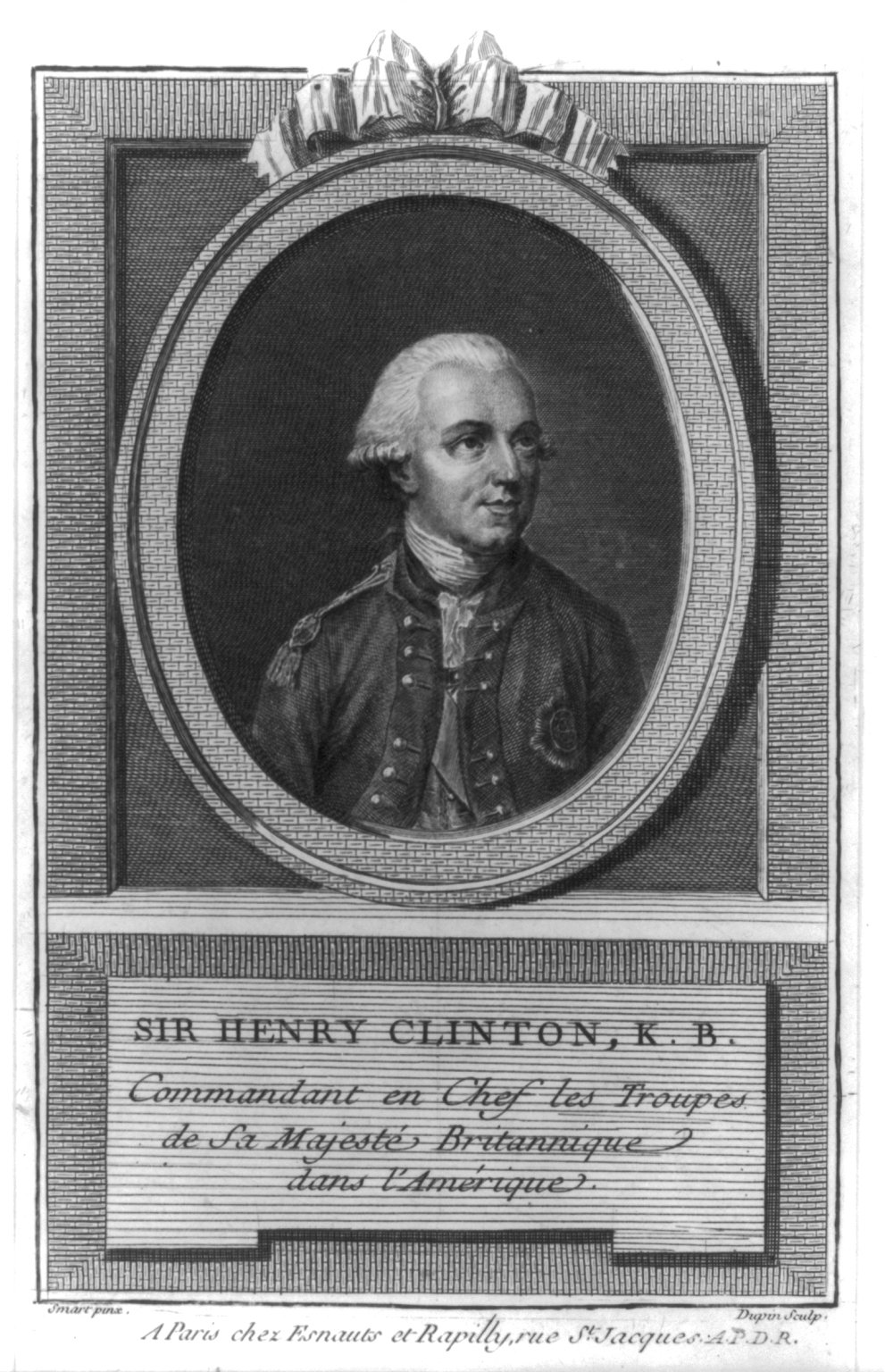
ヘンリー・クリントン、南部戦線のときのイギリス軍総司令官

イギリス軍が南部を再度支配するためには、物資と軍隊を運び込む港の確保が必要だった。1776年6月、この目的のために、ヘンリー・クリントン将軍指揮下のイギリス軍がサウスカロライナ植民地のチャールストン港にあるサリバン砦を攻撃した。クリントンは、サリバン砦のあるサリバン島に隣接するロング島にその2,200名の部隊を上陸させたが、いつになく彼はその地域の事前偵察を行う命令を出しそびれていた。2つの島の間の海峡はかなり深く、歩いて渡るわけにはいかなかった。乗ってきた船に再度乗り直して攻撃に向かう代わりに、イギリス海軍の指揮官ピーター・パーカー卿にサリバン砦の防御力を落としてくれるよう依頼した。しかし、イギリス軍艦の砲撃は砦の防壁の大半に使われていた多孔質のヤシ材には効果が無く、その目的を果たすことができなかった。これは不面目な失敗であり、クリントンのカロライナ方面作戦は中止された。2人の指揮官は戦闘後に襲撃の失敗について互いの非を詰りあったという。その後3年間ロイヤリストに対する支援がないままに、1780年までチャールストン港を愛国者側の用に供させたので、このチャールストン奪取の失敗によって南部は失われたと言われている。この時のサリバン砦の指揮官はウィリアム・ムールトリーであり、戦いの後に砦の名前はムールトリー砦となった。

### イギリス領東フロリダ捕獲の失敗
1776年初期にジョージア植民地の総督が追放され、その帰結としてライスボートの戦いでサバンナ川にいたイギリスの艦隊がジョージアとサウスカロライナから追い出された。その後大陸軍側はイギリス領東フロリダにあるセントオーガスティンのイギリス守備隊を何度か破ろうと試みた。そこの守備隊はジョージアなどの南部植民地からそこに逃れてきたロイヤリストの活動を積極的に支援し、ジョージア南部の牛など物資を求めて襲撃してくる部隊でもあった。最初の試みはチャールズ・リーが大陸軍南部方面軍の指揮官になった後で行われたが、リーが大陸軍主力に呼び戻されたために失速した。2度目の試みは1777年にジョージア邦知事のバトン・グインネットが企画し、南部方面軍の新しい指揮官ロバート・ハウの最小の支援のもとに行われた。この遠征はグインネットとその軍事指揮官であるラックラン・マッキントッシュが何事にも合意できなかったために失敗した。ジョージア民兵の数個中隊が実際に東フロリダに侵入したが、5月のトマスクリークの戦いで撃退された。最後の遠征は1778年初期のことだった。2,000名以上の大陸軍と民兵隊がそのために編成されたが、このときもハウとジョージア邦知事のジョン・ハウストンの間の指揮権を巡る諍いで失敗した。6月下旬にイギリス軍と愛国者部隊の間にアリゲーターブリッジで簡単な小競り合いがあったが、その結果フロリダはイギリスの固い地盤のままになった。

## イギリス軍の南部方面作戦

### ロイヤリストの問題
1778年にイギリス軍が再び南部に目を向けた。南部には多くのロイヤリストが住んでおり、その募兵によって統治を回復できると見ていた。このロイヤリストが支援してくれるという仮説は、ロンドンに逃げてきてアメリカ植民地担当大臣ジョージ・ジャーメインに直接会いにきたロイヤリストの証言を元にしていた。失った土地を回復し、なおかつ王室に対する忠誠を示すことで報奨を望んだこれらの脱出者達は、イギリス軍が南部で大きな作戦を展開するよう説得する最良の方法は、潜在的なロイヤリストの支持を過大に言うことだと認識していた（彼らは集団となってロンドンのイギリス閣僚に大きな影響力を持っていた）。イギリス軍は的を射た地域を解放しさえすれば、その行動で少なからぬ支援を見出せるという予測に基づいて、ほとんど戦争が終わり近くなるまでその作戦を展開した。コーンウォリスはサウスカロライナにいる間にニューヨークのクリントンに宛てて手紙を書き、「ノースカロライナにいる我々の可哀想な困窮した友人たちからの連帯感情についての確信はかってないくらい強い」と報せた。南部戦線の大半でこの仮説は誤りであり、コーンウォリスは作戦が進行するにつれてそれを認識し始めた。

### 南部での初期の活動

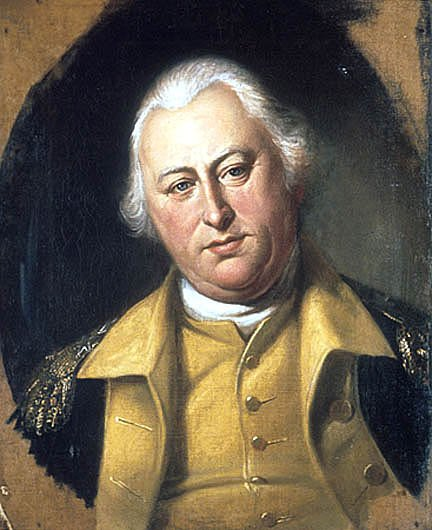
ベンジャミン・リンカーン将軍、チャールズ・ウィルソン・ピール画

ニューヨークを発したアーチボルド・キャンベル中佐指揮下の遠征軍3,500名は、1778年12月29日、抵抗を受けることなくジョージアのサバンナを占領した。これはイギリス軍にとって重要な意味を持った。1779年1月17日にセントオーガスティンから途中の前進基地を取りながら行軍してきたオーガスティン・プレボスト准将の部隊がキャンベル軍に合流するまでの間に、ジョージアの低地地方一帯はイギリス軍の支配下に入った。プレボストがジョージアにいる全軍の指揮を執り、キャンベルに1,000名の兵士を付けてオーガスタに派遣し、この町を支配し、ロイヤリストを徴兵しようとした。
サバンナ防衛軍の残りはサバンナから約12マイル (20 km) 上流のサウスカロライナのパリースバーグに後退し、そこで南部の大陸軍を指揮していたベンジャミン・リンカーン少将の軍隊と遭遇した。リンカーンはチャールストンからプレボストの軍隊を偵察し対抗する意図でその軍隊の大半を連れてきていた。2月初旬、プレボストは数百名の部隊をボーフォートに派遣し、恐らくはキャンベルの動きからリンカーンの注意を逸らせようとした。リンカーンはその部隊を排除するためにムールトリー将軍と300名の部隊を送ることで反応した。2月3日に起きたビューフォートの戦いはほとんど決着が着かず、両軍共にその基地に戻ることになった。
一方キャンベルは大きな抵抗も無くオーガスタを占領し、ロイヤリスト達が出て来始めた。2週間以上掛かって1,000名以上のロイヤリストを徴募している間に、1779年2月14日にはオーガスタからは50マイル (80 km) しか離れていないところであるケトルクリークの戦いで、アンドリュー・ピケンズ指揮下の愛国者民兵隊にかなりの数のロイヤリストが敗北するのを防げなかった。このことはその地域でイギリス軍がロイヤリストを守るためには限界があることを誰にも分からせることになった。キャンベルはその後突然オーガスタを去った。これはオーガスタから既に川の対岸にいた1,000名の民兵隊に、リンカーンが追加するために派遣したジョン・アッシュと1,000名以上のノースカロライナ民兵隊が到着したことに反応した結果だった。キャンベルはサバンナに戻る途中で、部隊の指揮権をプレボストの弟であるマーク・プレボストに渡した。マーク・プレボストは、イギリス軍を追って南に向かっていたアッシュの部隊に矛先を向け、3月3日のブライアクリークの戦いでその1,300名の部隊を急襲し、ほとんど全滅に近く追い込んだ。
4月までにリンカーンは大勢のサウスカロライナ民兵隊の増援を受け、チャールストンに着いたオランダ船から軍需物資の追加を受け取ったので、オーガスタに向かうことに決めた。オーガスティン・プレボストの動きを警戒するためにムールトリー将軍指揮下の1,000名をパリースバーグに残し、リンカーンは4月23日に北への行軍を開始した。この動きに反応したプレボストは4月29日に2,500名の部隊を率いてサバンナからパリースバーグに向かった。ムールトリーは戦うよりもチャールストンに後退する道を選び、プレボストは5月10日にはチャールストンから10マイル (16 km) 以内に近付いて初めて抵抗に会うようになった。2日後にプレボストは大陸軍の伝令を捕まえて、リンカーンがプレボスト軍の進行に驚き、チャールストン防衛のために急ぎオーガスタから戻ってきていることを知った。プレボストはチャールストンの南西にある島に後退し、その後退を遮蔽させるためにストノフェリー（今日のランタウルズ近く）で塹壕に入った後衛を残した。リンカーンはチャールストンに戻ると、大半が戦闘経験のない民兵ばかり約1,200名を率いてプレボストの後を追った。この部隊は6月20日のストノフェリーの戦いでイギリス軍に撃退された。プレボストの後衛部隊はその目的を果たし、数日後にはその基地を棄てた。

#### サバンナ防衛戦
1779年10月、フランス軍と大陸軍は共同してサバンナを奪還しようとした。ベンジャミン・リンカーン少将が指揮を執り、デスタン伯爵率いるフランス海軍の戦隊が支援した。しかし、この作戦は見事な失敗に終わった。イギリス軍の損害が54名に過ぎなかったのに対して、米仏両軍の損害は901名に達した。フランス海軍は、1776年にチャールストンでイギリス海軍のピーター・パーカー提督の攻撃を退けたのと同程度の防御力をサバンナが持っていることを思い知らされた。砦に対する砲撃はほとんど効果が無かったにもかかわらず、チャールストンでムールトリー砦に対する陸側からの攻撃を取りやめたクリントンと異なり、デスタン伯は艦砲射撃が失敗に終わると陸軍の強襲を強要した。この強襲の際にポーランド人の大陸軍騎兵部隊指揮官カジミール・プラスキ伯が致命傷を負った。サバンナの安全を確保したクリントンは、1776年に失敗に終わっていたサウスカロライナのチャールストンへの攻撃を再開できるようになった。一方、リンカーンは残存部隊を退いてチャールストンの防御を固めた。

#### 第二次チャールストン攻撃
クリントンは遂に1780年にチャールストン対して動き、3月には港を封鎖し、地域の部隊を10,000名に増強した。チャールストンに向かうクリントンを遮るものは無かった。大陸海軍の指揮官エイブラハム・ウィップル代将は8隻のフリゲート艦のうち5隻を港で自沈させ、防衛の用に供した。市中では、ベンジャミン・リンカーンが2,650名の大陸軍と2,500名の民兵を指揮して守っていた。イギリス軍のバナスター・タールトン大佐が4月のモンクスコーナーおよび5月初旬のレナヅフェリーでの勝利により市の補給路を抑え、チャールストンは包囲された。クリントンは3月11日に建設し始めた包囲線から町への砲撃を開始した。
5月12日、リンカーン将軍は5,000名の兵士と共に降伏した。これはアメリカ独立戦争の大陸軍では最大の降伏であり、南北戦争までこれを上回るものは無かった。イギリス軍に損害はほとんど無く、クリントンは南部最大の都市と港を抑え、恐らくこの戦争ではイギリス軍最大の勝利を収め、南部におけるアメリカ軍の構造を破滅に追い遣った。イギリス軍が南部におけるこの優位を失うことになるのは、1781年のギルフォード郡庁舎の戦い後にナサニエル・グリーン将軍がコーンウォリス将軍の手をすり抜けた時からだった。

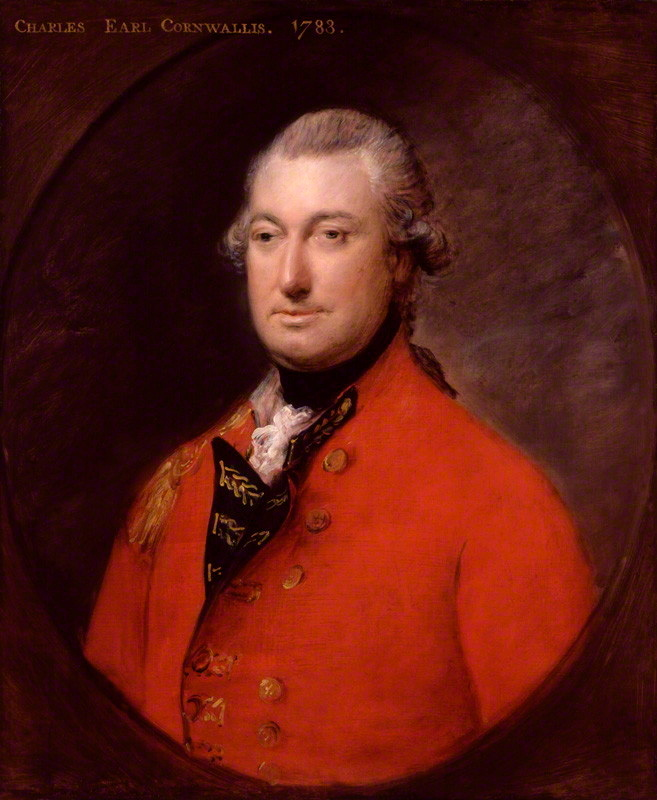
チャールズ・コーンウォリス将軍、ヘンリー・クリントンがニューヨークに去った後にイギリス南部軍の指揮を執った

### 大陸軍の撤退
南部の大陸軍残余部隊はノースカロライナ植民地に撤退を始めたが、これをタールトン大佐が追撃し、5月29日、ワックスホーの戦いで再度破った。ワックスホーの後で植民地人の間に、タールトンは大陸軍の兵士が降伏しても多くを虐殺したという噂が広まった（このことの真相は未だに歴史家の間の議論になっている）。「血塗られたタールトン(Bloody Tarleton)」、あるいは「血塗られたバン(Bloody Ban)」という名前が憎しみをもって呼ばれ、タールトンには慈悲が無いと評判されることになって、「タールトンの慈悲(Tarleton's quarter)」が間もなく鬨の声になった。この戦闘が言われているように虐殺であったか否かに拘らず、それに対する悪感情がこの方面作戦の間を通じて抱かれたままになった。ロイヤリスト民兵隊がキングスマウンテンの戦いで降伏した時、愛国者の狙撃兵が「タールトンの慈悲」と叫びながら射撃を続け、ロイヤリストの多くが殺された。タールトンは後にこの戦争についての証言を出版し、アメリカ人捕虜に対する不法行為に関する告発について取り繕い、自身を恥ずかしげも無く肯定的な光の中に描いた。

### コーンウォリスへの指揮権委譲
これら一連の戦闘で、南部の大陸軍は組織だった作戦行動をできなくなった。しかしそれぞれの植民地政府は機能し続け、戦争はフランシス・マリオンなどのパルチザン活動によって続けられた。クリントン将軍は南部の指揮をコーンウォリス卿に委ねた。大陸会議はサラトガでの勝利者であるホレイショ・ゲイツ将軍を新たな部隊と共に南部に送った。しかし、ゲイツは1780年8月16日、キャムデンの戦いで大陸軍始まって以来の大敗を喫し、コーンウォリスにノースカロライナに進軍する道を与えてしまった。南部における戦争のこの段階では、アメリカ側が著しい退潮になった。
しかし、コーンウォリスにも事態が変わり始めた。10月7日、キングスマウンテンの戦いで彼の一翼を担っていた部隊が完敗した。この戦いはロイヤリスト民兵と愛国派民兵の戦いだった。イギリス軍はノースカロライナで大きなロイヤリスト軍を作ろうと思っていたが、その計画が挫折した。志願してくるロイヤリストの数が減り、志願してきた者もイギリス軍がいなくなると覚束ないものになった。キングスマウンテンの結果とサウスカロライナ民兵による打ち続くその通信線や供給線に対する嫌がらせ攻撃によってコーンウォリスはサウスカロライナで冬季宿営を張るしかなくなった。
ゲイツは罷免され、ジョージ・ワシントンの一番の片腕ナサニエル・グリーン将軍が南部の指揮を執った。グリーンは、ダニエル・モーガン将軍に約1,000名の兵士を預けた。モーガンは1781年1月17日、カウペンスの戦いで、タールトンの部隊を打ち砕いた優れた戦術家である。コーンウォリスはキングスマウンテンの後と同様に、その軍隊の一部を適切な支援も無しに派遣したことで批判された。グリーンは、「ダンへの競争」（ノースカロライナとバージニアの境界に接近して流れるダン川に因んで名付けられた）と呼ばれる一連の小競り合いや軍事行動（ギルフォード郡庁舎の戦い、ホブカークスヒルの戦い、ナインティシックスの戦い、ユートースプリングスの戦い）によって敵軍の消耗を謀った。これらの戦いは、戦術的にはイギリス軍の勝利だったが、戦略的には何ももたらさなかった。コーンウォリスはグリーンがその軍隊を分割していることを知っており、モーガンとグリーンの部隊が再結合する前にどちらかの部隊と会戦を挑みたかったが、迅速に行動する愛国者達を追跡する中で、自軍の過剰な物資を全て捨てて行った。グリーンがコーンウォリスのこの決断を知った時、その嬉しげな反応は「それなら彼はわれ等のものだ！」だった。コーンウォリス軍の物資が欠乏したことは後の困難な状況に陥ったときに決定的な役割を果たすことになった。

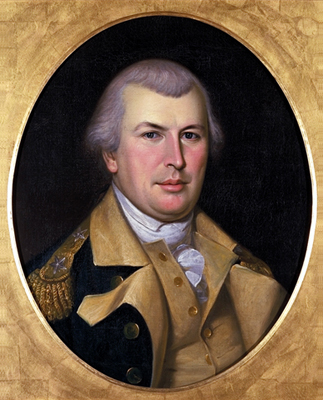
ナサニエル・グリーン将軍、チャールズ・ウィルソン・ピール画

グリーン将軍はまずウィリアム・リー・ダビッドソンに900名の部隊を付けて派遣したコーワンズフォードでコーンウォリスと対戦した。この戦闘はダビッドソンが川で戦死したときに終わりかけ、その後に大陸軍が撤退した。グリーンの戦力は弱まったが、その後も遅延戦術を貫き、コーンウォリスとその士官達に対してノースカロライナとサウスカロライナで数多い小競り合いを続けた。これらの戦闘で約2,000名のイギリス兵が戦死した。グリーンは後に有名となるモットー「戦い、撃たれ、立ち上がり、また戦う(We fight, get beat, rise, and fight again.)」という言葉でその行動を要約した。その戦術は緩りとした消耗戦でカルタゴのハンニバルの優勢な軍隊を倒したクィントゥス・ファビウス・マクシムスの採ったファビアン戦略に似ていた。最後にグリーンはノースカロライナのグリーンズボロでコーンウォリスと直接対決できるだけの戦力を感じ取った。コーンウォリスはギルフォード郡庁舎の戦いで戦術的な勝利を挙げたものの、そのときの損失のために補給と援軍を求めてウィルミントンまでの撤退を強いられた。
コーンウォリスはグリーンの軍隊を完璧に打ち破ることもできないでいるうちに、大陸軍への物資の大半がこの時点までまだ手を付けていないバージニアから送られてきていることが分かった。コーンウォリスはクリントンの意に反し、カロライナへの補給線を抑えることで、大陸軍の反攻を封じ込められると期待して、バージニアへ侵攻することにした。この考え方は本国のジャーメイン卿の一連の手紙では支持されていた。このことは、全軍の事実上の総指揮官であったクリントンを南部軍の意志決定の埒外に置いたことになった。クリントンに情報を送ることもなく、コーンウォリスはバージニアでの襲撃作戦のためにウィルミントンから北へ向かった。バージニアでは、その地域の襲撃に携わっていたウィリアム・フィリップスとイギリスに寝返っていたベネディクト・アーノルドが指揮する部隊と会することができた。
コーンウォリスがグリーンズボロを離れてウィルミントンに動くと、グリーンにとってはサウスカロライナの再制圧を始める道が開けた。4月25日にホブカークスヒルの戦い（カムデンからは2マイル (3 km) 北）でフランシス・ロードンの反撃もあったが、グリーンはこれを6月の終わりまでに成し遂げた。5月22日から6月19日まで、ナインティシックスの町を包囲していたが、ロードンが包囲を解くために部隊を率いて来ているとの報に接して包囲を諦めた。しかし、グリーンとフランシス・マリオンのような民兵隊指揮官の行動で、最終的にはロードンにナインティシックやカムデンの町を放棄させ、サウスカロライナのチャールストン港までの支配を弱めさせることになった。オーガスタの町も5月22日に包囲され、6月6日にはアンドリュー・ピケンズやライトホース・ハリー指揮下の愛国者軍の手に落ち、イギリス軍によるジョージアのサバンナ港までの支配を弱めさせることになった。
グリーンはサンテー川のハイヒルズで部隊に6週間の休暇を与えた。9月8日、ユートースプリングスの戦いでアレクサンダー・スチュワート中佐指揮のイギリス軍とあいまみえた。この戦いで倒れた兵士達を、アメリカの作家フィリップ・フレニューが1781年の詩「勇敢なアメリカ人の記念に」で称えている。この戦闘は戦術的には引き分けだったが、イギリス軍の戦力は弱まり、チャールストンに撤退した。グリーンは戦争の残りの数ヶ月イギリス軍をそこに釘付けにした。

## ヨークタウンの戦い

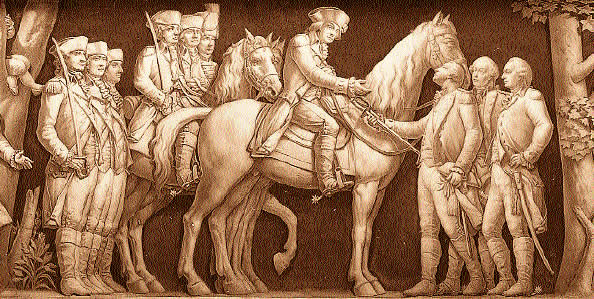
チャールズ・オハラからコーンウォリスの剣を受け取るワシントン、ワシントンD.C.のアメリカ合衆国議会議事堂蔵

コーンウォリスはバージニアに着くとピータースバーグに残っていたイギリス軍の指揮を執った。この地域はコーンウォリスの良き友人であり、コーンウォリスが到着する2日前に死去していたウィリアム・フィリップスが指揮を執っていたが、その跡を継いだことになる。イギリス軍の指揮官の間の通信は海に頼っていたので、この頃の所要時間は2、3週間に及び、コーンウォリスはクリントンに何も知らせていなかったので、北へ進軍してチェサピーク湾一帯の大陸軍補給基地を破壊しつつあると伝えた。
1781年3月、ワシントン将軍はアーノルドとフィリップスからの脅威に反応してバージニア防衛のため、ラファイエット侯爵を送り込んだ。この若きフランス将校は3,200名を指揮していたが、この地のコーンウォリスが指揮するイギリス軍は補強されて7,200名になっていた。ラファイエットはコーンウォリスと小競り合いを演じたが、援軍を待つ間は決戦を避けていた。「私はあいつを逃がしはしない」とコーンウォリスが言ったとされるが、言に反してコーンウォリスはラファイエットを捕捉することができず、7月にイギリス海軍と連携を取るためヨークタウンに軍を進めた。コーンウォリスがクリントンからの命令を受け取ったのはこの頃である。その命令では、バージニア半島、当時の手紙では「ウィリアムズバーグ・ネック」と称された所で戦列艦を守るに適した場所を選び防御を施した海軍基地を造るということだった。この命令を実行するために、コーンウォリスは罠にはまりやすい位置に進むことになった。ド・グラスのフランス艦隊と、ワシントンとフランス軍のロシャンボー伯爵の指揮する米仏連合軍が到着するにおよび、コーンウォリスは孤立してしまったことがわかった。トマス・グレイブス提督のイギリス艦隊がチェサピーク湾の海戦でフランス艦隊に敗れ、ロードアイランド植民地のニューポートからはフランスの攻城砲が到着し、コーンウォリスの立場は耐えられないものになった。1781年10月19日、コーンウォリスは、追い詰められ降伏した。
コーンウォリスはクリントンに宛てた手紙でこの惨状を報告した。それは次のような文で始まっていた。

## その後の経過
ヨークタウンでのイギリス軍降伏、フランス軍の全面的参戦、およびその結果としてコーウォリス軍の喪失によって、イギリスの戦争遂行努力は中断された。唯一アメリカに残っているイギリス軍はニューヨークのヘンリー・クリントン指揮下のものだった。クリントンはこの敗北によって途方に暮れ、1782年にガイ・カールトンと交代するまで何もしなかった。このような衝撃的な挫折と滅多に無かった海軍の敗北が同時に起こり、イギリスの世論は反戦に移行して行った。ノース卿の内閣が倒壊し、戦争の残り期間ではアメリカ大陸で目立った動きが無かった。多くの歴史家達は、サラトガでイギリスの運命が傾き始めたが、ヨークタウンがその弔鐘だったことについては合意している。

### その他の参考図書
- Alden, John R. The South in the Revolution, 1763–1789. Baton Rouge: Louisiana State University Press, 1957.
- Cashin, Edward J. William Bartram and the American Revolution on the Southern Frontier. Columbia: University of South Carolina Press, 2000. ISBN 1-57003-325-0.
- Chidsey, Donald Barr. The War in the South: the Carolinas and Georgia in the American Revolution, an Informal History. New York: Crown Publishers, 1969.
- Coker, P. C., III. Charleston's Maritime Heritage, 1670-1865: An Illustrated History. Charleston, S.C.: Coker-Craft, 1987. 314 pp.
- Eckenrode, H. J. The Revolution in Virginia. Hamden, Conn.: Archon Books, 1964.
- O'Donnell, James H. Southern Indians in the American Revolution. Knoxville: University of Tennessee Press, 1973. ISBN 0-87049-131-8.
- Selby, John E. The Revolution in Virginia, 1775?1783. Williamsburg, Va.: University Press of Virginia, 1988. ISBN 0-87935-075-X.
- Thayer, Theodore. Nathanael Greene: Strategist of the American Revolution. 1960.